# Bart Zoet
Bart Zoet (n. 20 octombrie 1942, Sassenheim⁠(d), Teylingen, Olanda de Sud, Țările de Jos – d. 13 mai 1992, Sassenheim⁠(d), Teylingen, Olanda de Sud, Țările de Jos) a fost un ciclist olandez, medaliat olimpic. A participat la o ediție a Jocurilor Olimpice (1964) în care a câștigat o medalie de aur.

## Participări
Lista de mai jos prezintă principalele competiții la care a participat Bart Zoet de-a lungul carierei.
- cycling at the 1964 Summer Olympics – men's team time trial[*]